# Minor Planet Center
The Minor Planet Center (MPC) är ett center ansvarigt för namngivningen av mindre himlakroppar i Solsystemet, som småplaneter, kometer (tillsammans med Central Bureau for Astronomical Telegrams, CBAT) och månar (också tillsammans med CBAT). Minor Planet Center arbetar vid Smithsonian Astrophysical Observatory (SAO) i Cambridge, Massachusetts och är en del av den Internationella astronomiska unionen, med statligt bidrag från NASA.